# Command & Conquer (trò chơi điện tử 2013)
Command & Conquer: Generals 2 là trò chơi điện tử chiến lược thời gian thực thuộc dòng Command & Conquer dự kiến sẽ ra mắt vào năm 2013, được phát triển bởi hãng BioWare Victory và phát hành bởi Electronic Arts, dành riêng cho hệ điều hành Microsoft Windows. Đây là phần kế tiếp của Command & Conquer: Generals phát hành vào năm 2003 và sẽ sử dụng engine Frostbite 2. Trò chơi cũng sẽ giới thiệu nội dung tải xuống cho Command & Conquer từ trên mạng, bao gồm bản đồ, đơn vị, phe phái và nhiệm vụ chiến dịch mới. Đây là trò chơi đầu tiên trong loạt game được phát triển bởi BioWare Victory, khiến họ là hãng phát triển C&C thứ 3 sau Westwood Studios và EA Los Angeles. Hiện tại trò chơi đã được xác định là trò chơi trực tuyến miễn phí với tên mới là Command & Conquer và sẽ không có phần chơi đơn. Nhưng nhà phát hành đã nói rằng trò chơi nên có phần chơi đơn sau khi nhận nhiều ý kiến khác nhau dù chưa biết nhà phát triển sẽ làm gì.
Vào ngày 29 tháng 10 năm 2013 EA thông báo dừng phát triển Command & Conquer, và studio Victory Games bị đóng cửa.

## Lối chơi
Trò chơi được thiết lập để trở về nguồn cội của "Command & Conquer" sau đợt tinh chỉnh lối chơi cơ bản của loạt trò chơi trong Command & Conquer 4: Tiberian Twilight như việc loại bỏ xây dựng cơ sở và giới hạn dân số. Trò chơi sẽ quay về việc xây dựng căn cứ, thu thập tài nguyên và xây dựng một đội quân lớn . Trong trò chơi này, ngoại trừ phe Global Liberation Army (GLA) được giữ nguyên, phe Hoa Kỳ và Trung Quốc được thay thế bằng 2 phe mới: Liên Minh châu Âu (Europpean Union - EU) và Liên Minh châu Á Thái Bình Dương (Asian-Pacific Alliance - APA) .

## Cốt truyện
Bối cảnh của trò chơi diễn ra sau những sự kiện của Generals gốc, mô phỏng tình hình thế giới trong một tương lai gần. Khi các lãnh đạo của thế giới đang ký một hòa ước nhằm chấm dứt tình trạng chiến tranh toàn cầu, một đợt tấn công khủng bố đẫm máu đã phá tan hội nghị và giết hết những lãnh đạo tham gia. Điều này khiến cả thế giới mất đi các chính trị gia, các nhà ngoại giao và các nhà hoạt động và chỉ có các Tướng quân của mỗi quốc gia là còn sống sót để diệt trừ hiểm họa khủng bố đang tàn phá thế giới. Sắc thái của cốt truyện sẽ tỏ ra hiện đại và nghiêm túc hơn so với các nhánh Tiberian và Red Alert trước đó, với nhiều yếu tố "gai góc và dữ dội" nhưng vẫn mang đến các "hành động kịch tính đỉnh cao".

## Phát triển

Logo của trò chơi khi còn tên Generals 2

Đây là trò chơi C&C đầu tiên được phát hành sau phiên bản Command & Conquer 4: Tiberian Twilight tai tiếng, một trò chơi với cách chơi chệch hướng khá nhiều so với thể thức chiến lược thời gian thực truyền thống của loạt trò chơi. Sau khi Tiberian Twilight được phát hành, phần lớn các nhân viên thuộc nhóm Command & Conquer trong EA Los Angeles đều bị cho nghỉ việc vào năm 2010, khiến tương lai của dòng C&C bị đặt một dấu hỏi lớn. Tuy nhiên vào tháng 10 cùng năm, một phó chủ tịch thâm niên của Electronic Arts đã thông báo trước giới truyền thông rằng dòng Command & Conquer sẽ tiếp tục tồn tại dưới tư cách là một thương hiệu của Visceral Games - nhà phát triển của Dead Space; ông cũng đã đề cập một cách úp mở về việc có hay không chuyện trò chơi sẽ được với hành với những nhà phát triển đang "ở xa".
Thông cáo chính thức đầu tiên của một trò chơi Command & Conquer mới đang phát triển xuất hiện vào tháng 2 năm 2011 khi Electronic Arts tuyên bố thành lập một công ty phát triển mới là Victory Games. Trong phần trả lời thắc mắc của độc giả đầu tiên trên trang blog chính thức của Command & Conquer, hãng đã tuyên bố họ đang phát triển một phiên bản Command & Conquer mới với trọng tâm của hãng là sẽ tập trung vào phát triển tương lai của dòng trò chơi điện tử này. Nhân sự của Victory Games bao gồm các nhân viên cũ của nhóm C&C trong EA Los Angeles trước đó cũng như một số thành viên mới.
Thông cáo này sau đó bị trêu chọc là trò chơi sẽ là "thương hiệu lớn tiếp theo của BioWare". Nó được hứa hẹn là sẽ công bố chi tiết trước đại chúng tại buổi trao Giải thưởng trò chơi điện tử Spike năm 2011. Trò chơi sau đó lại được suy đoán là một trò chơi mới của dòng Mercenaries từ hãng Pandemic Studios đã giải tán, hay nó thật sự là một trò chơi Command & Conquer mới - cuối cùng khả năng thứ hai được xác nhận là chính xác. Sau đó, nhiều tin đồn lan truyền với nội dung rằng trò chơi này thật ra chính là Command & Conquer: Alliances do đó là tên bản quyền của một trò chơi mà EA chọn trước đó, mặc dù sau đó hóa ra rằng đây là một dự án bên lề của Phenomic, gọi là Command & Conquer: Tiberium Alliances.
Trò chơi chính thức được công bố vào ngày 10 tháng 12 năm 2011 tại Giải thưởng trò chơi điện tử Spike dưới tư cách là một trò chơi được phát triển bởi BioWare Victory. Về sau, mọi người được biết rằng hãng Victory Games đã được Electronic Arts sáp nhập vào BioWare. Điều này đã khiến hãng đổi tên thành là BioWare Victory để tránh lầm lẫn với hãng phát triển của Dragon Age, Mass Effect và Star Wars: Knights of the Old Republic, BioWare.

### Chuyển sang chơi miễn phí
Ngày 15 tháng 8 năm 2012, EA thông báo rằng Generals 2 sẽ được chuyển thành một trò chơi miễn phí chỉ được gọi đơn giản là Command & Conquer . Trang web chính thức cũng đăng một blog nói rằng Command & Conquer: Generals 2 sẽ được gọi là Command & Conquer. Các nội dung được xây dựng cho Generals 2 sẽ được đưa vào trò chơi mới của C&C .
Sau phản ứng tiêu cực từ người hâm mộ Command and Conquer về việc sẽ không có chiến dịch chơi đơn, Chủ tịch EA Frank Gibeau cho rằng một cốt truyện chơi đơn vẫn là có thể. "The beauty of free-to-play is that we can adjust and adapt to what we're hearing as opposed to, 'I'm sorry, it's two months from ship and it is what it is.' It's a very different model because you don't have to build as much. You build in response to your audience."
Tuy nhiên, sau đó đã có thông báo rằng trò chơi vẫn sẽ có chiến dịch chơi đơn mặc cho tuyên bố của Frank Gibeau .